# 筒花杜鹃
筒花杜鹃（学名：Rhododendron trichostomum var. ledoides）为杜鹃花科杜鹃花属下的一个变种。

## 扩展阅读
- 維基物種上的相關：筒花杜鹃